# 孔雀座Y
孔雀座Y，又名CP-70 2844，HD 203133、SAO 254990、HR 8156，是孔雀座的一颗恒星，视星等为6.41，位于銀經323.2，銀緯-38.2，其B1900.0坐标为赤經21h 15m 13.4s，赤緯-70° -38.2′ 36″。